# Junto Matsushita
Junto Matsushita (松下 純土 Matsushita Junto?), född 3 maj 1991 i Tokyo prefektur, är en japansk fotbollsspelare.
Matsushita började sin karriär 2014 i Matsumoto Yamaga FC. 2014 flyttade han till FC Machida Zelvia. Han spelade 20 ligamatcher för klubben. Han avslutade karriären 2016.